# Juan Gargurevich
Juan Gargurevich Regal (Mollendo, 1934) è un giornalista e docente peruviano.
Dal 1954 a oggi, ha lavorato in numerosi quotidiani peruviani (La Crónica, Sur de Tacna, Correo, Expreso, Extra, La Voz) e attualmente è editorialista per La Primera.
È stato direttore della Scuola di Comunicazione della Universidad Nacional Mayor de San Marcos, dove tuttora insegna Storia dei media. Ha anche insegnato giornalismo alla Facoltà di Scienze e Arte della Comunicazione della Pontificia Università Cattolica del Perù. È considerato uno dei migliori storici del giornalismo peruviano.

## Opere
- (ES) Mito y verdad de los diarios de Lima, Lima, Gráfica Labor, 1972, ISBN non esistente.
- (ES) Introducción a la historia de los medios de comunicación en el Perú, Lima, Horizonte, 1977, ISBN non esistente.
- (ES) "La Razón" del joven Mariátegui, Lima, Horizonte, 1978, ISBN non esistente.
- (ES) Teletipo 1985, Lima, Horizonte, 1978, ISBN non esistente.
- (ES) Nuevo manual de periodismo, Lima, Causachum, 1987, ISBN non esistente.
- (ES) Prensa, radio y TV, Lima, Horizonte, 1987, ISBN non esistente.
- (ES) Comunicación y democracia en el Perú, Lima, Horizonte, 1988, ISBN non esistente.
- (ES) Historia de la prensa peruana (1594 - 1990), Lima, La Voz, 1991, ISBN non esistente.
- (ES) Radio Martí, Lima, La Voz, 1992, ISBN non esistente.
- (ES) La Peruvian Broadcasting Co. La historia de la radio en el Perú, Lima, La Voz, 1995, ISBN non esistente.
- (ES) La prensa sensacionalista en el Perú, Lima, Fondo Editorial PUCP, 2000, ISBN 978-9972-42-352-9.
- (ES) La comunicación imposible, Lima, Fondo Editorial UNMSM, 2002, ISBN 978-9972-46-195-8.
- (ES) Los periodistas, Lima, Asociación Nacional de Periodistas del Perú, 2003, ISBN non esistente.
- (ES) Mario Vargas Llosa: reportero a los quince años, Lima, Fondo Editorial PUCP, 2005, ISBN 978-9972-42-748-0.
- (ES) Última Hora: fundación de un periódico popular, Lima, La Voz, 2005, ISBN 978-9972-699-35-1.
- (ES) Historias de periodistas, Lima, La Voz, 2009, ISBN 978-612-45475-0-8.